# Велика награда Немачке 2008.
Велика награда Немачке 2008. године је била трка у светском шампионату Формуле 1 2008. године која се одржала на аутомобилској стази у Хокенхајму, 20. јула 2008. године.
Победник је био Луис Хамилтон, другопласирани Нелсон Пике јуниор, док је трку као трећепласирани завршио Фелипе Маса.